# Y̨
Y̨ (gemenform: y̨) är den latinska bokstaven Y med ett ogonek under. Y̨ är den 31 bokstaven i det älvdalska alfabetet och uttalas [ỹ] (ett nasalt y-ljud).